# Next My Self
Singles de Erina Mano
Song for the Date
(2012)
Next My Self  (écrit en capitales : NEXT MY SELF) est le 13e single "major" (et 16e single au total) de la chanteuse japonaise Erina Mano.

## Présentation
Le single sort le 12 décembre 2012 au Japon sous le label hachama. Il atteint la 8e place du classement des ventes de l'Oricon. Il sort également dans trois éditions limitées avec des pochettes différentes, notées "A" et "B" avec en supplément un DVD, et "C" sans DVD. Le single ne sort pas cette fois au format "single V" (DVD contenant le clip vidéo).
La chanson-titre est écrite et composée par Mikoto, et la chanson en "face B", Seishun Rainbow, est écrite par Yoshiko Miura et composée par Mikoto. La chanson-titre figurera sur la compilation de la chanteuse Best Friends qui sort deux mois plus tard.
C'est le dernier single d'Erina Mano à sortir dans le cadre du Hello! Project, qu'elle quittera en février suivant.

## Liste des titres
Single CD
1. Next My Self (NEXT MY SELF?)
2. Seishun Rainbow (青春 レインボウ?)
3. Next My Self (Instrumental)

DVD de l'édition limitée "A"
1. Next My Self  (Music Video) (clip vidéo)
2. Next My Self  (Close-up Ver.)

DVD de l'édition limitée "B"
1. Next My Self  (Music Video) (clip vidéo)
2. Next My Self  (Making Eizô) (Making of)